# 7126 Кюро
7126 Кюро (7126 Cureau) — астероїд головного поясу, відкритий 8 квітня 1991 року.
Тіссеранів параметр щодо Юпітера — 3,304.